# Paul Barresi
Paul Barresi (Lynn, 12 gennaio 1949) è un ex attore pornografico e regista pornografico statunitense, noto per essere apparso, tra gli anni settanta e ottanta, in numerosi film pornografici con vari pseudonimi.
Barresi è anche noto per il suo coinvolgimento in numerosi scandali che hanno per protagonisti personaggi dello spettacolo.

## Biografia
Nato nel Massachusetts, in una piccola città industriale a nord di Boston, è il secondo di quattro fratelli. A dodici anni, con la famiglia si trasferisce ad Annapolis, nel Maryland, dove il padre lavorava presso una base militare. Ha frequentato la University of Maryland con una borsa di studio per la lotta, ma fu presto arruolato nella United States Air Force durante la guerra in Vietnam. Ha prestato servizio negli Stati Uniti e nelle Filippine con il grado di sergente. Terminata la sua esperienza nella United States Air Force, si trasferisce a Riverside, in California, dove lavora in una palestra.

### Carriera
I suoi primi approcci con il mondo dello spettacolo, avvengono nel 1975 quando viene coinvolto nella produzione del film di James Ivory Party selvaggio, nel cui cast figurava Raquel Welch. Le riprese del film hanno avuto luogo a Riverside e Barresi venne assunto come fattorino e assistente, ottenendo infine la piccola parte di un barista. Tre settimane più tardi posa nudo per la rivista Playgirl, assieme a Cassandra Peterson, divenuta in seguito nota come Elvira, padrona dell'oscurità. Il servizio fotografico, dalle ambientazioni futuristiche e intergalattiche, viene notato da Jim French, che offre a Barresi di diventare un modello per i COLT Studio Group. Assieme ad altri modelli Colt, Barresi appare su diverse riviste rivolte ad un pubblico omosessuale, ma nel dicembre del 1978 diviene il primo uomo ad apparire sulla copertina della rivista eterosessuale Hustler.
Nel 1979 appare nel film pornografico gay L. A. Tool & Die, successivamente partecipa ai film etero Pleasure Productions 2 e Co-Ed Fever, in quest'ultimo viene accreditato come Jason Thorpe. Nel 1983 appare, assieme a Ron Jeremy, in Sulka's Wedding, uno dei primi film pornografici transessuali. Tra gli anni settanta e ottanta lavorare in numerosi film pornografici, prevalentemente eterosessuali, ma anche ad alcune pellicole gay. I suoi ruoli nella pornografia gay erano essenzialmente da dominatore e figura autoritaria che sottometteva giovani maschi senza alcun contatto sessuale esplicito, nonostante in alcuni film abbia avuto esperienze di penetrazione e sesso orale con uomini, sempre nel ruolo di attivo.
Verso alla metà degli anni ottanta, Barresi lascia il mondo della pornografia per tentare una carriera nel cinema tradizionale. Nel 1985 ottiene un piccolo ruolo nel film Perfect diretto da James Bridges ed interpretato da John Travolta. Nonostante gli forzi, trova molta difficoltà a costruirsi una nuova carriera e in meno di un anno torna al cinema a luci rosse. Lavora in diversi film fino al 1988, anno in cui chiude la sua carriera di attore porno e si dedica alla regia e alla sceneggiatura. Come regista ha diretto film pornografici prevalentemente gay, per importanti studios come Falcon Entertainment. Nel 2007 vince un GayVN Awards e un Grabby Awards per la sua interpretazione non sessuale nel film diviso in due parti The Velvet Mafia: Part 1 e The Velvet Mafia: Part 2, diretto da Chris Steele ed interpretato tra gli altri da Matthew Rush, Erik Rhodes e Brent Corrigan. Sempre nel 2007 viene incluso nella Hall of Fame e nella Wall of Fame, come leggenda della pornografia.

### Coinvolgimento in pettegolezzi e scandali
La popolarità di Barresi aumenta notevolmente nel 1990 quando rilascia un'intervista al National Enquirer, in cui raccontava di essere stato l'amante, per oltre due anni, dell'attore John Travolta. Nell'intervista, pagata a Barresi 100.000 dollari, raccontava di aver conosciuto Travolta nel 1982, quando l'attore lo seguì nella cabina doccia di una palestra di Los Angeles, e di essere stato legato a lui fino al 1985, quando Barresi ottenne una parte nel film Perfect, che vedeva Travolta come protagonista. La questione è stata resa pubblica l'8 maggio 1990, ma pochi mesi più tardi Barresi ritrattò tutto, sostenendo di non aver mai avuto una relazione con Travolta.
Nei primi anni novanta, Barresi inizia l'attività di investigatore privato. Nel 1993, sull'onda dello scandalo che coinvolse Michael Jackson, accusato di molestie sessuali nei confronti di un tredicenne, Barresi fece da mediatore per Stella e Philippe Lamarque, ex governanti di Jackson, che cercavano di vendere le loro testimonianze ai tabloid. La coppia chiese mezzo milione di dollari, ma dovette vendere la propria storia per soli 15.000 dollari al tabloid The Globe. Successivamente anche i coniugi Quindoy, una coppia filippina che aveva lavorato presso il ranch di Neverland, cercò di vendere le proprie testimonianze ai giornali, sostenendo di aver visto Jackson toccare impropriamente Macaulay Culkin. Barresi raccontò al programma televisivo Frontline, che la loro testimonianza variava in base al prezzo.
Nel 1997, l'attore Eddie Murphy fu travolto da uno scandalo essendo stato trovato dalla polizia di West Hollywood in auto con una prostituta transgender. Murphy ha sempre negato di aver pagato per prestazioni sessuali, ma Barresi raccolse le testimonianze di molti travestiti pronti a raccontare i loro incontri con l'attore, ma successivamente si prodigò per mettere a tacere tali voci, facendo firmare ai travestiti un documento in cui ammettevano che non era Murphy a richiedere loro prestazioni sessuali, ma un suo sosia.
Dal 1994, Barresi collabora con Anthony Pellicano, investigatore privato specializzato nello scoprire scandali sessuali e non di molte celebrità. Barresi ha assistito Pellicano nelle indagini sulla paternità affibbiata a Barry Bonds da parte di un'attrice pornografica, inoltre Barresi fu incaricato di trovare materiale compromettente su Sylvester Stallone.
Quando Arnold Schwarzenegger era in corsa per la carica di governatore della California, Barresi fu incaricato da Pellicano di trovare informazioni che potessero essere utili ai detrattori del divo. Nel giugno del 2001 Barresi e Pellicano furono coinvolti nella vendita della presunta storia tra il porno attore Chad Slater e l'attore Tom Cruise. Cruise ha querelato il porno attore (che poi ha ritrattato), ricevendo un risarcimento di 19 milioni di dollari.

## Vita privata
Vive a Studio City, California, con la moglie e i tre figli.

## Riconoscimenti
XRCO Awards
- 1985 - Best Group Sex Scene per Stud Hunters con Pippi Anderson, David Cannon, Steve Douglas, Blake Palmer e Dick Turpin[12]